# El Soler (Mura)
El Soler és una masia de Mura (Bages) protegida com a bé cultural d'interès local. És a prop i al sud-est de les Solanes. És a l'esquerra del torrent del Soler i al nord-oest de Roca Sareny.

## Descripció
Es tracta d'una masia de planta baixa i pis, i en alguna zona semisoterrani, ja que aprofita el desnivell del terreny. Consta d'un cos principal, orientat a llevant, amb façana asimètrica i coberta a dues aigües de teula àrab recolzada sobre un ràfec d'una filada de teula. Té un cos adossat més gran de coberta de dues aigües iguals. A la façana de migdia hi ha una gran terrassa amb barana de peces de pedra. La casa té un tercer cos afegit amb coberta a dues aigües. El jardí és a la part posterior i orientat a ponent. A la banda de baix trobem una gran bassa rodona. En el cos més antic hi ha un portal d'arc de mig punt de dovelles de pedra sorrenca sense inscripcions. Té dues finestres a la planta pis amb brancals, llinda i ampit de la mateixa pedra que la del portal, protegides per reixes, i entre les dues finestres hi ha un portal amb una escala de volta que hi mena exteriorment des de la planta baixa. Els murs són de pedra amb junta enrasada. L'estat general de la casa és bo, ja que s'ha habilitat com a segona residència i s'han fet modificacions importants.